# Le Neubourg

Le Neubourg este o comună în departamentul Eure, Franța. În 1 ianuarie 2022 avea o populație de 4.251 de locuitori.